# La Chambre des magiciennes

La Chambre des magiciennes est un téléfilm français réalisé par Claude Miller, diffusé en 2000.
Le film fait partie de la collection Petites caméras sur Arte initiée par Jacques Fansten, demandant à plusieurs cinéastes de faire des fictions de 90 minutes en caméra numérique.

## Synopsis
Claire Weygand, la trentaine s'apprête à soutenir une thèse d'anthropologie. Souffrant d’horribles maux de tête, elle consulte le docteur Fish. Celui-ci étale sa suffisance et s'avère incapable de la soigner. Le mal de Claire empirant, elle lui demande de se faire hospitaliser. Dans sa chambre de trois lits, elle côtoie Odette une jeune femme qui a perdu l'usage de ses jambes et Eléonore, une vieille femme bizarre et peu engageante, aux réactions imprévisibles.

## Fiche technique
- Titre : La Chambre des magiciennes
- Réalisation : Claude Miller
- Scénario : Claude Miller, d'après le roman Les Yeux bandés de Siri Hustvedt
- Costumes : Catherine Bouchard et Jacqueline Bouchard
- Photographie : Philippe Welt
- Société de distribution : LCJ Éditions et Productions
- Format : couleur - 1,33:1 - 35 mm - Dolby Digital
- Genre : drame
- Durée : 80 minutes
- Date de diffusion : 26 mai 2000 sur Arte

## Distribution
- Anne Brochet : Claire Weygand, une thésarde trentenaire qui souffre d'atroces migraines
- Mathilde Seigner : Odette, sa voisine de chambre qui a perdu l'usage de ses jambes et passe ses journées à regarder la télévision
- Annie Noël : Eléonore, l'autre voisine de Claire, une vieille femme inquiétante mi autiste mi sorcière
- Yves Jacques : le docteur Fish, un neurologue qui ne parvient pas à soigner Claire
- Édouard Baer : Simon, un universitaire un peu veule et amant de Claire
- Jacques Mauclair : le mari d'Eléonore
- Édith Scob : Madame Weygand, la mère de Claire
- Marc Cennelier : Monsieur Weygand, le père raciste de Claire
- Samantha Rénier : Marie Weygand, la sœur cadette de Claire, qui ne vient la voir que pour lui emprunter de l'argent
- Virginie Emane : Patricia, une infirmière
- Josselin Siassia : Limoges, un infirmier
- Béatrice Nzaou Niambi : Fatou, une Africaine que Claire héberge avec ses enfants
- Valérie Bettencourt : la policière
- Philippe Laudenbach : le vieux docteur
- Julien Boivent : Julien
- Yves Verhoeven : le grand zigue laveur de pare-brise
- Drame Couta : Shirley, la fille de Fatou
- Noé Nzaou Niambi : le fils de Fatou
- Myriam Despeaux : une enfant
- Louison Camus : une enfant

## Distinction
- Berlinale 2000 : Prix FIPRESCI de la Critique Internationale

## Annexe
La collection Petites caméra est composée également de Nationale 7, Les yeux fermés, Sur quel pied danser ?,  Sa mère, la pute et Clément.